# Федуловська (Архангельська область)
Федуловська (рос. Федуловская) — присілок в Коноському районі Архангельської області Російської Федерації.
Населення становить 59 осіб. Входить до складу муніципального утворення Тавреньгське сільське поселення.

## Історія
Від 2004 року входить до складу муніципального утворення Тавреньгське сільське поселення.

## Населення
| 2002 | 2010 | 2012 |
| ---- | ---- | ---- |
| 79   | ↘59  | →59  |